# Twee schetsen voor een pianosonate (Stravinsky)

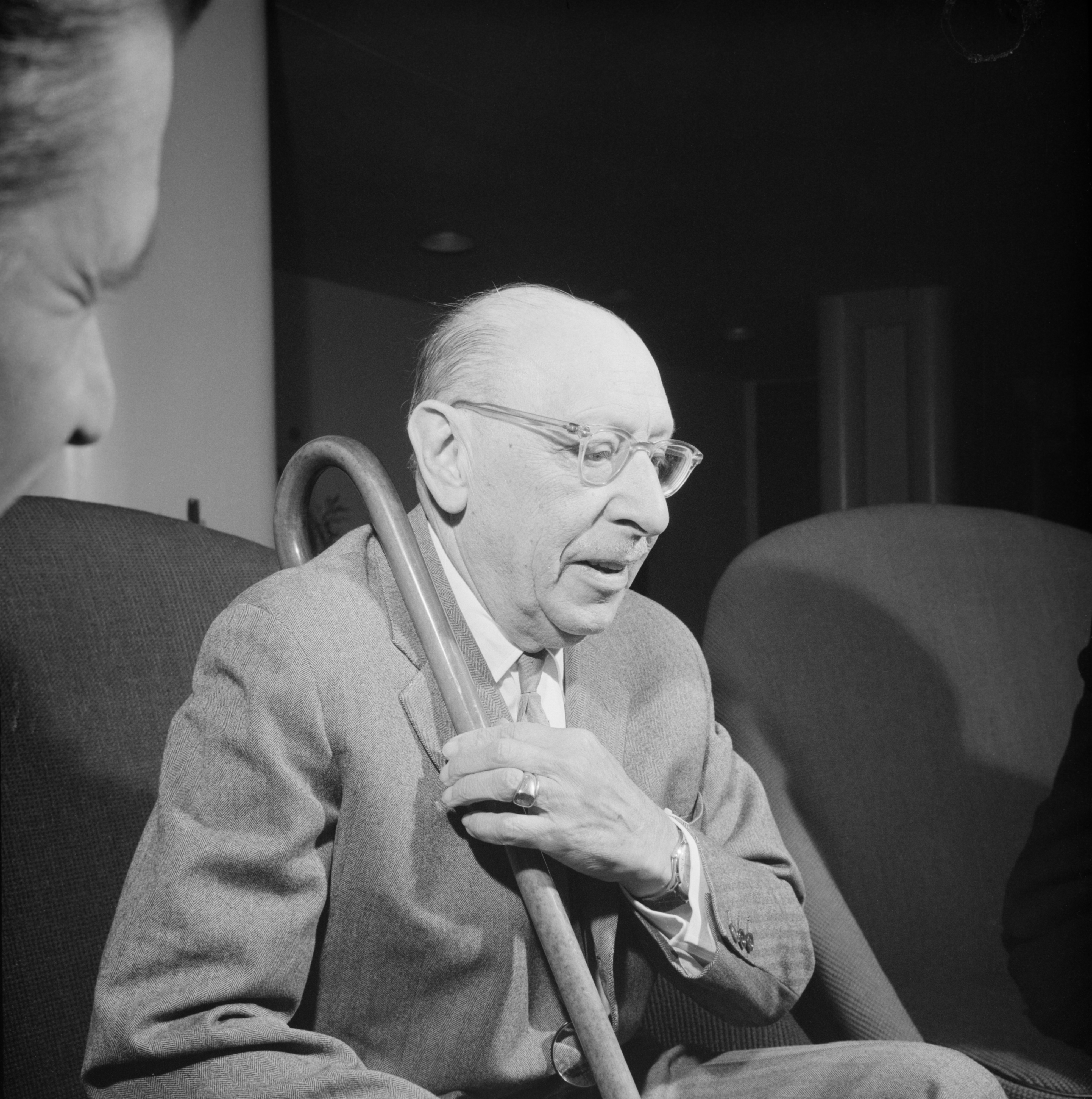
Igor Stravinsky, Helsinki 1961

Twee schetsen voor een pianosonate (W118) is een compositie van Igor Stravinsky. De Twee schetsen, met een speelduur van respectievelijk 24 en 51 seconden, zijn Stravinsky's laatste composities. De schetsen waren bedoeld als een opzet voor een nog te componeren orkeststuk. Aanvankelijk waren ze lang niet uitgegeven, maar ter gelegenheid van de 50e sterfdag van Stravinsky heeft muziekuitgeverij Boosey and Hawkes het korte werk in 2021 uitgegeven. 
De Twee schetsen zijn gecomponeerd in Stravinsky's late seriële idioom.
Het originele manuscript van de Twee schetsen is in het bezit van de Paul Sacher Stiftung in Bazel. De compositie werd in de Columbia-universiteit op 3 februari 1973 voor het eerst uitgevoerd door Madeleine Malraux.
Charles Wuorinen heeft op basis van schetsen van Stravinsky een werk gecomponeerd met de titel A Reliquary for Igor Stravinsky.

## Oeuvre
Zie het oeuvre van Igor Stravinsky voor een volledig overzicht van het werk van Stravinsky.

## Geselecteerde discografie
- Twee schetsen voor een pianosonate, Alexey Zuev, piano (op CD4 in 'The Complete Piano Solos & Transcriptions'), Fuga Libera/Outhere, FUG 777
- Twee schetsen voor een pianosonate, Jenny Lin, piano, Steinway and Sons, 30028
- A Reliquary for Igor Stravinsky (met Abraham and Isaac, Variations en de Requiem Canticles), London Sinfonietta o.l.v. Oliver Knussen, DGG, 447 068-2